# Rossano Brazzi
Pour les articles homonymes, voir Brazzi.
Rossano Brazzi, né le 18 septembre 1916 à Bologne et mort le 24 décembre 1994 à Rome, est un acteur italien.

## Biographie
Rossano Brazzi débute à l'écran en 1939. Devenu rapidement un jeune premier en vogue du cinéma italien, il débute en 1954, avec le film La Fontaine des amours,  une carrière hollywoodienne qui le voit notamment tenir des rôles de séducteurs italiens. Son film américain le plus connu est La Comtesse aux pieds nus, sorti la même année. 
Il est le frère du réalisateur et producteur Oscar Brazzi.

## Filmographie partielle

### Acteur

#### Au cinéma
- 1940 : Le Pont de verre (it) (Il ponte di vetro) de Goffredo Alessandrini
- 1941 : La Tosca (Tosca) de Carl Koch
- 1941 : L'Archange au masque noir (Il bravo di Venezia) de Carlo Campogalliani
- 1941 : Le roi s'amuse (Il ré se diverte) de Mario Bonnard : François Ier
- 1941 : È caduta una donna (it) d'Alfredo Guarini
- 1942 : La Dame de l'Ouest (Una signora dell'ouest) de Carl Koch
- 1942 : Nous, les vivants (Noi vivi ou Addio Kira !) de Goffredo Alessandrini
- 1942 : Dans les catacombes de Venise (I due Foscari) d'Enrico Fulchignoni : Jacopo Foscari
- 1947 : Furia (it) de Goffredo Alessandrini
- 1947 : La Grande Aurore (La grande aurora) de Giuseppe Maria Scotese
- 1947 : Le Diable blanc (Il diavolo bianco) de Nunzio Malasomma
- 1949 : Les Quatre Filles du docteur March (Little Women) de Mervyn LeRoy
- 1950 : Vulcano de William Dieterle
- 1950 : Plus fort que la haine (Gli Inesorabili) de Camillo Mastrocinque
- 1950 : Toselli (Romenzo d'amor) de Duilio Coletti
- 1951 : La Couronne noire (La Corona negra) de Luis Saslavsky
- 1951 : La Vengeance de l'Aigle noir (La Vendetta di Aquila Nera) de Riccardo Freda : Vladimir Dubrovskij dit « L'aigle noir »
- 1951 : Le Trésor maudit (Incantesimo tragico) de Mario Sequi
- 1952 : La Prisonnière de la tour de feu (Prigioniera della torre di fuoco) de Giorgio Walter Chili
- 1952 : Le Fils de Lagardère (Il Figlio di Lagardere) de Fernando Cerchio
- 1952 : Le Chevalier des croisades (La Leggenda di Genoveffa) d'Arthur Maria Rabenalt
- 1952 : Eran trecento... (aussi La spigolatrice di Sapri) de Gian Paolo Callegari
- 1952 : Milady et les Mousquetaires (Il Boia di Lilla) de Vittorio Cottafavi
- 1953 : Carne de horca de Ladislas Vajda
- 1954 : La Fontaine des amours (Three Coins in The Fountain) de Jean Negulesco
- 1954 : La Chair et le Diable, de Jean Josipovici
- 1954 : La Comtesse aux pieds nus (The Barefoot Contessa) de Joseph L. Mankiewicz
- 1955 : Il Conte Aquila (it) de Guido Salvini
- 1955 : Faccia da mascalzone de Raffaele Andreassi et Lance Comfort
- 1955 : Les Cinq Dernières Minutes (Gli Ultimi cinque minuti) de Giuseppe Amato
- 1955 : Vacances à Venise (Summertime) de David Lean
- 1955 : La Castiglione (La Contessa di Castiglione) de Georges Combret
- 1956 : Qui perd gagne (Loser Takes All) de Ken Annakin
- 1957 : Le Scandale Costello (The Story of Esther Costello) de David Miller
- 1957 : Les Amants de Salzbourg (Interlude) de Douglas Sirk
- 1957 : La Cité disparue (Legend of the Lost) de Henry Hathaway
- 1958 : South Pacific de Joshua Logan
- 1958 : Un certain sourire (A Certain Smile), de Jean Negulesco
- 1959 : J'ai épousé un Français (Count Your Blessings) de Jean Negulesco
- 1960 : La Charge de Syracuse ou Le Siège de Syracuse (L'Assedio di Siracusa) de Pietro Francisci
- 1960 : Austerlitz d'Abel Gance
- 1962 : Lumière sur la piazza (Light in the Piazza) de Guy Green
- 1962 : Rome Adventure de Delmer Daves
- 1962 : Les Quatre Vérités de Alessandro Blasetti et Hervé Bromberger
- 1964 : Une femme disponible (La ragazza in prestito) d'Alfredo Giannetti
- 1964 : L'Intrigo de George Marshall et Vittorio Sala
- 1965 : La Bataille de la villa Fiorita (The Battle of the villa Fiorita) de Andrew McLaglen
- 1966 : L'Amant fantôme (La Ragazza del bersagliere) de Alessandro Blasetti
- 1967 : Est-ce amour ou est-ce magie ? (Per amore... per magia...) de Duccio Tessari
- 1967 : Sept fois femme (Woman Times Seven) de Vittorio De Sica
- 1967 : Le Bobo (The Bobo) de Robert Parrish
- 1967 : Caccia ai violenti, de Nino Scolaro
- 1969 : Krakatoa à l'est de Java (Krakatoa, East of Java) de Bernard L. Kowalski
- 1969 : L'Or se barre  (The Italian job), de Peter Collinson
- 1970 : Les Derniers Aventuriers (The Adventurers) de Lewis Gilbert
- 1971 : Le Jour du jugement (Il Giorno del giudizio) de Mario Gariazzo et Robert Paget
- 1972 : Toute la ville danse (The Great Waltz) de Andrew L. Stone
- 1973 : Mister Kingstreet's War de Percival Rubens
- 1974 : Le Château de l'horreur (Terror! Il castello delle donne maledette), de Robert Oliver
- 1975 : La Bagarre du samedi soir (Il tempo degli assassini) de Marcello Andrei
- 1975 : Il cav. Costante Nicosia demoniaco ovvero: Dracula in Brianza de Lucio Fulci
- 1980 : Io e Caterina de Alberto Sordi
- 1981 : La Malédiction finale (The Final Conflict) de Graham Baker
- 1984 : New York, deux heures du matin d'Abel Ferrara
- 1984 : Il sesso del diavolo d'Oscar Brazzi
- 1985 : Final Justice de Greydon Clark
- 1988 : L'Affaire Russicum (Russicum - I giorni del diavolo) de Pasquale Squitieri

#### À la télévision
- 1966 : Match contre la vie (épisode : Records du monde) : Alex Staphos
- 1972 : Madigan (épisode : Enquête à Naples) : Liuzza
- 1979 : Drôles de Dames, épisode 17, saison 3 : Neige Sanglante
- 1985 : Christophe Colomb (Cristoforo Colombo), mini-série de 4 épisodes d'Alberto Lattuada
- 1986 : Le Tiroir secret (feuilleton en six épisodes) : La saisie d'Édouard Molinaro, L'Enquête de Roger Gillioz, Top secret de Michel Boisrond, La Rencontre d'Édouard Molinaro, La Mise au point de Nadine Trintignant et Le Retour de Michel Boisrond

### Réalisateur
- 1966 : Il Natale che quasi non fu
- 1968 : Sette uomini e un cervello
- 1969 : La Scandaleuse (Salvare la faccia)